# Phorinia quadrata
Phorinia quadrata là một loài ruồi trong họ Tachinidae.